# Malum malo aptissimum
 Malum malo  aptissimum лат. (изговор: малум мало аптисимум). Зло најбоље пристаје злу (Ливје).

## Варијација
Malum malo  proximum  лат. ( изговор: малум мало проксимум). Зло је злу најближе.

## Поријекло изреке
Изреке је изрекао у смјени ера  римски историчар Ливије.

## Тумачење
Зло иде за злом. Једна невоља доноси другу.